# كازويوكي تاكاهاشي
كازويوكي تاكاهاشي (باليابانية: 高橋 和幸) (مواليد 10 مايو 1974)، هو لاعب كرة قدم سابق كان يلعب كلاعب وسط.